# 川桥水库
川桥水库是中国安徽省天长市境内的一座水库，位于淮河水系川桥河上，建于1959年。水库正常库容为1880万立方米，集雨面积为164平方千米，海拔为18米。